# LOVE SOMEBODY
『LOVE SOMEBODY』（ラブ・サムバディ）は、森重樹一の1枚目のオリジナル・アルバム。1996年8月1日に日本コロムビアから発売された。

## 内容
- ZIGGYのボーカリスト、森重樹一のソロデビューアルバム。プロデューサーにホッピー神山を迎え入れ、ニューヨークにてレコーディングを行った。
- パーカッション、ストリングス、女性コーラス等を駆使したサウンドは、ZIGGYの「YELLOW POP」や「ZOO & RUBY」を彷彿させる。

## 収録曲
| 全作詞・作曲: 森重樹一。 |                                      |          |            |      |
| #                        | タイトル                             | 作詞     | 作曲・編曲 | 時間 |
| 1.                       | 「Infinity∞」                        | 森重樹一 | 森重樹一   | 5:05 |
| 2.                       | 「Time will tell」                   | 森重樹一 | 森重樹一   | 4:37 |
| 3.                       | 「BLUE SKY」                         | 森重樹一 | 森重樹一   | 6:35 |
| 4.                       | 「ピーナッツバターのサンドウィッチ」 | 森重樹一 | 森重樹一   | 4:13 |
| 5.                       | 「夜間飛行」                         | 森重樹一 | 森重樹一   | 4:35 |
| 6.                       | 「Rose Mary」                        | 森重樹一 | 森重樹一   | 8:30 |
| 7.                       | 「十中八九」                         | 森重樹一 | 森重樹一   | 3:52 |
| 8.                       | 「LOVE SOMEBODY」                    | 森重樹一 | 森重樹一   | 5:12 |
| 9.                       | 「嵐の中に咲く火のように」           | 森重樹一 | 森重樹一   | 4:04 |
| 10.                      | 「聖者と暴君」                       | 森重樹一 | 森重樹一   | 3:38 |
| 11.                      | 「悪い方じゃないさ」                 | 森重樹一 | 森重樹一   | 3:53 |
| 合計時間:                | 合計時間:                            | 54:14    |            |      |